# Bitwa pod Kałużówką
Bitwa pod Kałużówką – bitwa w okolicy polany Kałużówka, w której oddziały II Zgrupowania AK Obwodu Dębica od 23 do 24 sierpnia 1944 r. stoczyły największą bitwę partyzancką w Polsce południowo-wschodniej. Oddziałami tymi dowodził mjr Adam Lazarowicz, nauczyciel, przed wojną kierownik szkoły w Gumniskach. Do rozpoczęcia akcji „Burza” w szkole w Gumniskach znajdowało się dowództwo AK Obwodu Dębica. Od sierpnia 2004 roku tamtejsza szkoła nosi imię mjr. Adama Lazarowicza.